# Гілл (округ, Техас)
Шаблон:StateAbbr_ 31°59′ пн. ш. 97°08′ зх. д. / 31.99° пн. ш. 97.13° зх. д.
Округ Гілл (англ. Hill County) — округ (графство) у штаті Техас, США. Ідентифікатор округу 48217.

## Історія
Округ утворений 1853 року.

## Демографія
За даними перепису 2000 року загальне населення округу становило 32321 осіб, зокрема міського населення було 7933, а сільського — 24388. Серед мешканців округу чоловіків було 15887, а жінок — 16434. В окрузі було 12204 домогосподарства, 8731 родин, які мешкали в 14624 будинках. Середній розмір родини становив 3,07.
Віковий розподіл населення поданий у таблиці:
| Стать    | До 15 років | 15-21 | 22-29 | 30-39 | 40-49 | 50-65 | 65-85 | Понад 85 |
| -------- | ----------- | ----- | ----- | ----- | ----- | ----- | ----- | -------- |
| Чоловіки | 3454        | 1762  | 1372  | 2013  | 2203  | 2721  | 2153  | 209      |
| Жінки    | 3340        | 1535  | 1404  | 2047  | 2145  | 2741  | 2650  | 572      |

## Суміжні округи
- Джонсон — північ
- Елліс — північний схід
- Наварро — схід
- Лаймстоун — південний схід
- Макленнан — південь
- Боскі — захід

## Виноски
1. ↑  U.S. Decennial Census. United States Census Bureau. Архів оригіналу за 26 квітня 2015. Процитовано 30 квітня 2015.
2. ↑  Texas Almanac: Population History of Counties from 1850–2010 (PDF). Texas Almanac. Архів оригіналу (PDF) за 26 лютого 2015. Процитовано 30 квітня 2015.
3. ↑  State & County QuickFacts. United States Census Bureau. Архів оригіналу за 18 жовтня 2011. Процитовано 17 грудня 2013.(англ.) Наведено за англійською вікіпедією.
4. ↑  American FactFinder. Бюро перепису населення США. Архів оригіналу за 21 травня 2008. Процитовано 31 січня 2008.

| США | Це незавершена стаття з географії США. Ви можете допомогти проєкту, виправивши або дописавши її. |